# Gomphidius pseudoflavipes
Gomphidius pseudoflavipes är en svampart som beskrevs av O.K. Mill. & F.J. Camacho 2003. Gomphidius pseudoflavipes ingår i släktet Gomphidius och familjen Gomphidiaceae.   Inga underarter finns listade i Catalogue of Life.